# Circe (род)
Circe је род слановодних морских шкољки из породице Veneridae, тзв, Венерине шкољке.

## Врстре
Према WoRMS
- Circe intermedia Reeve, 1863
- Circe lirata (Römer, 1869)
- Circe plicatina (Lamarck, 1818)
- Circe quoyi (Hanley, 1844)
- Circe rivularis (Born, 1778)
- Circe rugifera (Lamarck, 1818)
- Circe scripta (Linnaeus, 1758)
- Circe tumefacta G. B. Sowerby II, 1851
- Circe undatina (Lamarck, 1818)

- Circe obliquissima E. A. Smith, 1885 (taxon inquirendum)

- Circe undata Dunker, 1863 (nomen dubium)

- Подрод Circe (Circe) Schumacher, 1817 represented as Circe Schumacher, 1817 (алтернативно представљен)
- Подрод Circe (Parmulophora) Dall, 1905 represented as Circe Schumacher, 1817 (алтернативно представљен)

- Подрод Circe (Parmulina) Dall, 1902 прихваћен као Circe (Parmulophora) Dall, 1905 представљено као Circe Schumacher, 1817
- Circe albida Deshayes, 1853 прихваћен као Circe scripta (Linnaeus, 1758)
- Circe alfredensis Bartsch, 1915 прихваћен као Gafrarium alfredense (Bartsch, 1915)
- Circe amica E. A. Smith, 1885 прихваћен као Dorisca amica (E. A. Smith, 1885)
- Circe angasi Smith, 1885 прихваћен као Gouldiopa australis (Angas, 1865)
- Circe artemis Deshayes, 1853 прихваћен као Redicirce sulcata (Gray, 1838)
- Circe australe (sic) прихваћен као Circe australis G. B. Sowerby II, 1851 прихваћен као Gafrarium australe (G. B. Sowerby II, 1851)
- Circe australis G. B. Sowerby II, 1851 прихваћен као Gafrarium australe (G. B. Sowerby II, 1851)
- Circe barandae Hidalgo, 1885 прихваћен као Gafrarium barandae (Hidalgo, 1885)
- Circe bermudensis Smith, 1885 прихваћен као Gouldia cerina (C. B. Adams, 1845)
- Circe corrugata (Dillwyn, 1817) прихваћен као Circe rugifera (Lamarck, 1818)
- Circe crachrodii Gray, 1838 прихваћен као Circenita callipyga (Born, 1778)
- Circe crocea Gray, 1838 прихваћен као Circe rivularis (Born, 1778)
- Circe divaricata (Gmelin, 1791) прихваћен као Gafrarium divaricatum (Gmelin, 1791)
- Circe fulgurata Reeve, 1863 прихваћен као Circe scripta (Linnaeus, 1758)
- Circe fumata Reeve, 1863 прихваћен као Circenita callipyga (Born, 1778)
- Circe gordoni E. A. Smith, 1885 прихваћен као Lioconcha gordoni (E. A. Smith, 1885)
- Circe hongkongensis Jiang & Xu, 1992 прихваћен као Laevicirce hongkongensis (Jiang & Xu, 1992)
- Circe insularis Dall & Simpson, 1901 прихваћен као Gouldia insularis (Dall & Simpson, 1901)
- Circe jucunda E. A. Smith, 1885 прихваћен као Dorisca jucunda (E. A. Smith, 1885)
- Circe lenticularis Deshayes, 1854 прихваћен као Circe tumefacta G. B. Sowerby II, 1851
- Circe lentiformis Thiele, 1930 прихваћен као Redicirce sulcata (Gray, 1838)
- Circe litturata Gray, 1838 прихваћен као Circenita varia (Forsskål in Niebuhr, 1775)
- Circe margarita Carpenter, 1857 прихваћен као Bernardina margarita (Carpenter, 1857)
- Circe marmorata Reeve, 1863 прихваћен као Gafrarium divaricatum (Gmelin, 1791)
- Circe melvilli Lynge, 1909 прихваћен као Dorisca melvilli (Lynge, 1909)
- Circe metcalfei Deshayes, 1854 прихваћен као Redicirce sulcata (Gray, 1838)
- Circe minima (Montagu, 1803) прихваћен као Gouldia minima (Montagu, 1803)
- Circe nana Melvill, 1898 прихваћен као Dorisca amica (E. A. Smith, 1885)
- Circe newcombianus Gabb, 1865 прихваћен као Pitar newcombianus (Gabb, 1865)
- Circe nummulina G. B. Sowerby II, 1851 прихваћен као Gafrarium numulinum (Lamarck, 1818)
- Circe oblonga Deshayes, 1853 прихваћен као Circe scripta (Linnaeus, 1758)
- Circe orbica Reeve, 1863 прихваћен као Circe tumefacta G. B. Sowerby II, 1851
- Circe pectinata (Linnaeus, 1758) прихваћен као Gafrarium pectinatum (Linnaeus, 1758)
- Circe personata Deshayes, 1854 прихваћен као Circe scripta (Linnaeus, 1758)
- Circe plana Odhner, 1917 прихваћен као Circe quoyi (Hanley, 1844)
- Circe pulchra Deshayes, 1854 прихваћен као Circenita callipyga (Born, 1778)
- Circe pythinoides Tenison-Woods, 1878 прихваћен као Gafrarium pectinatum (Linnaeus, 1758)
- Circe radula Lamy, 1938 прихваћен као Dorisca amica (E. A. Smith, 1885)
- Circe salamensis Thiele, 1931 прихваћен као Dorisca amica (E. A. Smith, 1885)
- Circe scripta Wells & Bryce, 1988 прихваћен као Circe quoyi (Hanley, 1844)
- Circe sowerbyi Deshayes, 1853 прихваћен као Lioconcha sowerbyi (Deshayes, 1853)
- Circe striata Locard, 1892 прихваћен као Gouldia minima (Montagu, 1803)
- Circe subtrigona Carpenter, 1857 прихваћен као Neolepton subtrigonum (Carpenter, 1857)
- Circe sugillata Reeve, 1863 прихваћен као Circe scripta (Linnaeus, 1758)
- Circe sulcata Gray, 1838 прихваћен као Redicirce sulcata (Gray, 1838)
- Circe transversaria Deshayes, 1854 прихваћен као Gafrarium divaricatum (Gmelin, 1791)
- Circe trigona Reeve, 1863 прихваћен као Circe plicatina (Lamarck, 1818)
- Circe undulata Locard, 1892 прихваћен као Gouldia minima (Montagu, 1803)
- Circe violacea Schumacher, 1817 прихваћен као Circe scripta (Linnaeus, 1758)
- Circe weedingi Cotton, 1934 прихваћен као Circe quoyi (Hanley, 1844)